# Micrurus annellatus
Micrurus annellatus (кільчастий кораловий аспід) — вид отруйних змій родини аспідових (Elapidae). Мешкає в Південній Америці.

## Підвиди
Виділяють два підвиди:
- Micrurus annellatus annellatus (Peters, 1871);
- Micrurus annellatus balzanii (Boulenger, 1898);
- Micrurus annellatus bolivianus Roze, 1967.

## Поширення і екологія
Кільчасті коралові аспіди мешкають на східних схилах Анд в Перу, Бразилії і Болівії. Вони живуть у вологих гірських тропічних лісах і хмарних лісах, трапляються у вторинних лісах. Зустрічаються на висоті від 300 до 2000 м над рівнем моря.